# 乌尔苏拉·冯德莱恩
乌尔苏拉·格特鲁德·冯德莱恩（德語：Ursula Gertrud von der Leyen，發音：[ˈʔʊʁzula fɔn deːɐ̯ ˈlaɪən] ⓘ；娘家姓阿尔布雷希特；1958年10月8日—），德国政治人物、医师，德国基督教民主联盟黨員。2019年12月1日起任欧盟委员会主席。历任德国國防部長、德國聯邦家庭事務、老年、婦女及青年部部长和德國聯邦勞工及社會事務部部長等职务。

## 家庭與早期生活
馮德萊恩於1958年10月8日在比利时首都布魯塞爾郊区伊克塞勒出生，是不倫瑞克-呂訥堡選侯國、漢諾威王國宮廷紳士阿爾布雷希特家族的一員，其婚後成為馮德萊恩家族的一員，該家族靠當絲綢商人發家致富，1786年被腓特烈大帝封為貴族，乌尔苏拉父親為恩斯特·阿尔布雷希特是德国基督教民主联盟重要政治人物、前欧洲联盟委员会官員及下薩克森州州長。她的弟弟是一名商人。由於父親工作的關係，她童年大部分時間都在比利時渡過，直至13歲才搬到下萨克森州萊爾特。
1986年乌尔苏拉與醫生海科·馮德萊恩結婚，她的丈夫成為了一名醫學教授和一家醫療工程公司的首席執行官。她在哥廷根的一個大學合唱團認識了他。

## 教育和職業生涯
高中畢業後，她在1977至1980年間在哥廷根大學、明斯特大學和倫敦政治經濟學院攻讀經濟學。1980年她轉為在漢諾威醫學院攻讀醫學，終在1987年通過德国国家考试並畢業。
1988至1992年間，她在漢諾威醫學院婦女診所擔任助理醫師，並在1991年取得博士學位。1992年，她首個孩子出生。1992至1996年間，在她的双胞胎出生后，她在史丹福擔任家庭主婦，其丈夫則為史丹佛大學的教職員。
1998年至2002年間，她回到漢諾威醫學院工作，為流行病學、社會醫學及健康系統研究系的教職員。2001年，她獲得公共衛生學碩士。乌尔苏拉·冯德莱恩能操流利的德語、法語和英語。
2015年在一連串德國內閣官員被指論文抄襲，多名部長下台的浪潮之中，冯德莱恩也被點名。翌年她的母校完成調查，認為她的抄襲只是輕微瑕疵，得以保住博士頭銜。

## 政治生涯
冯德莱恩於1990年加入基督教民主聯盟，自1999年起活躍於政治活動，於2001年進入漢諾威地區的地方政治。

### 州部長，2003-2005年
2003年她不但當選為下薩克森州議會議員，還成為州长克里斯蒂安·武尔夫的內閣，出任社會事務、婦女、家庭事務和衛生部部長至2005年。

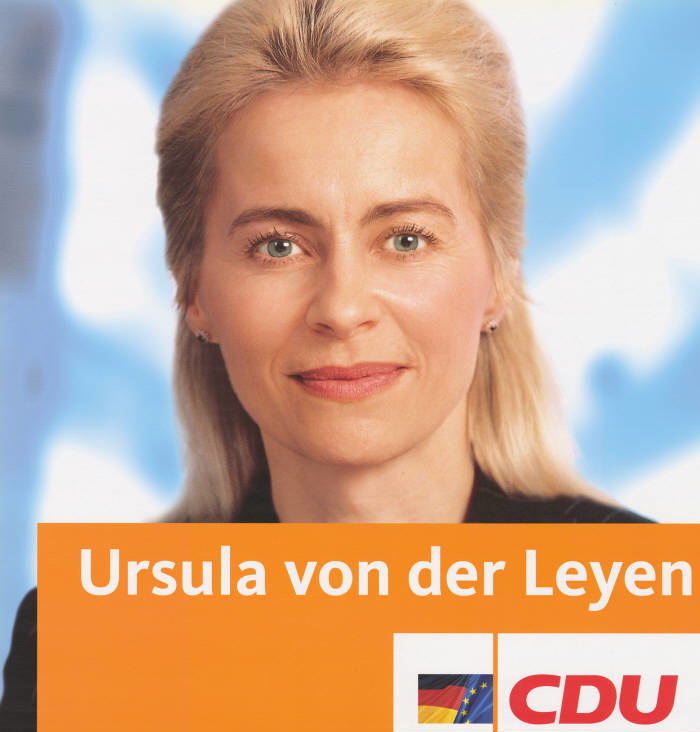
2005年競選海報上的冯德莱恩。

在2003年，冯德莱恩成為當時的反對派領導人和基民盟主席安格拉·默克爾指派的小組的成員之一，以響應總理格哈德·施羅德的《2010議程》起草社會福利改革的其他建議。 所謂的赫爾佐格委員會，以其主席，德國前總統罗曼·赫尔佐克的名字命名，提出了全面的一攬子改革方案，其中包括，除其他外，將衛生和護理費與人們的收入脫鉤，並代替每月徵收一次總付。
在2005年聯邦選舉之前，安吉拉·默克爾選擇了冯德莱恩來擔任其影子內閣的家庭和社會保障組合。 在2005年聯邦選舉後的組建政府談判中，馮德萊恩率領基民盟/基社盟代表團參加了家庭工作組； 她是德国社会民主党(SPD)的聯合主席，另一位聯合主席是Renate Schmidt。

### 家庭事務和青年部長，2005-2009年
2005年，冯德莱恩被任命為安格拉·默克爾內閣的聯邦家庭事務和青年部長。 在以色列建國60週年之際，馮德萊恩參加了2008年3月在耶路撒冷舉行的德國和以色列政府第一次內閣聯合會議。

### 勞工及社會事務部長，2009-2013年
在2009年聯邦議院選舉中，馮德萊恩當選為德国联邦议院議員，代表漢諾威第42選區，與社會民主黨的埃德加德·布爾曼一起。 在選舉之後組建聯合政府的談判中，她帶領基民盟/基社盟代表團參加了衛生政策工作組； 她來自自由民主党(FDP)的聯合主席是菲利普·罗斯勒。她被再次任命為家庭部長，但在2009年11月30日繼弗朗茨·约瑟夫·荣格繼任德國聯邦勞工及社會事務部部長。
在上任期間，馮德萊恩樹立了基民盟的社會良心形象，並幫助默克爾將基民盟推向了政治中心。馮德萊恩在為增加托兒所的數量，為上市公司的主要董事会引入女性配額，从同性婚姻到全國最低工資而大聲疾呼時，在更傳統的黨派成員中成為敵人，並贏得了左派的崇拜者。
馮德萊恩還遊說降低一些外國工人的移民壁壘，以解決德國熟練工人的短缺。 2013年，她與菲律賓政府締結了一項協議，旨在幫助菲律賓醫療保健專業人員在德國就業。 該協議的一項重要條款是，菲律賓工人的僱用條件應與德國工人相同。
馮德萊恩最初被認為是由執政的基民盟/基社盟提名的領先者，以在2010年德国總統選舉中竞選德國總統，但克里斯蒂安·武尔夫最終被選為政黨候選人。 新聞媒體後來報導稱，沃爾夫夫的提名給默克爾帶來了打擊，默克爾對萊恩的選擇遭到了兩位黨内更保守的州长的阻撓。
在2013年聯邦大選成立政府的談判中，馮德萊恩率領勞動政策工作組的基民盟/基社盟代表團，与自由民主党的安德里亞·納勒斯擔任聯合主席。

### 國防部部長，2013–2019

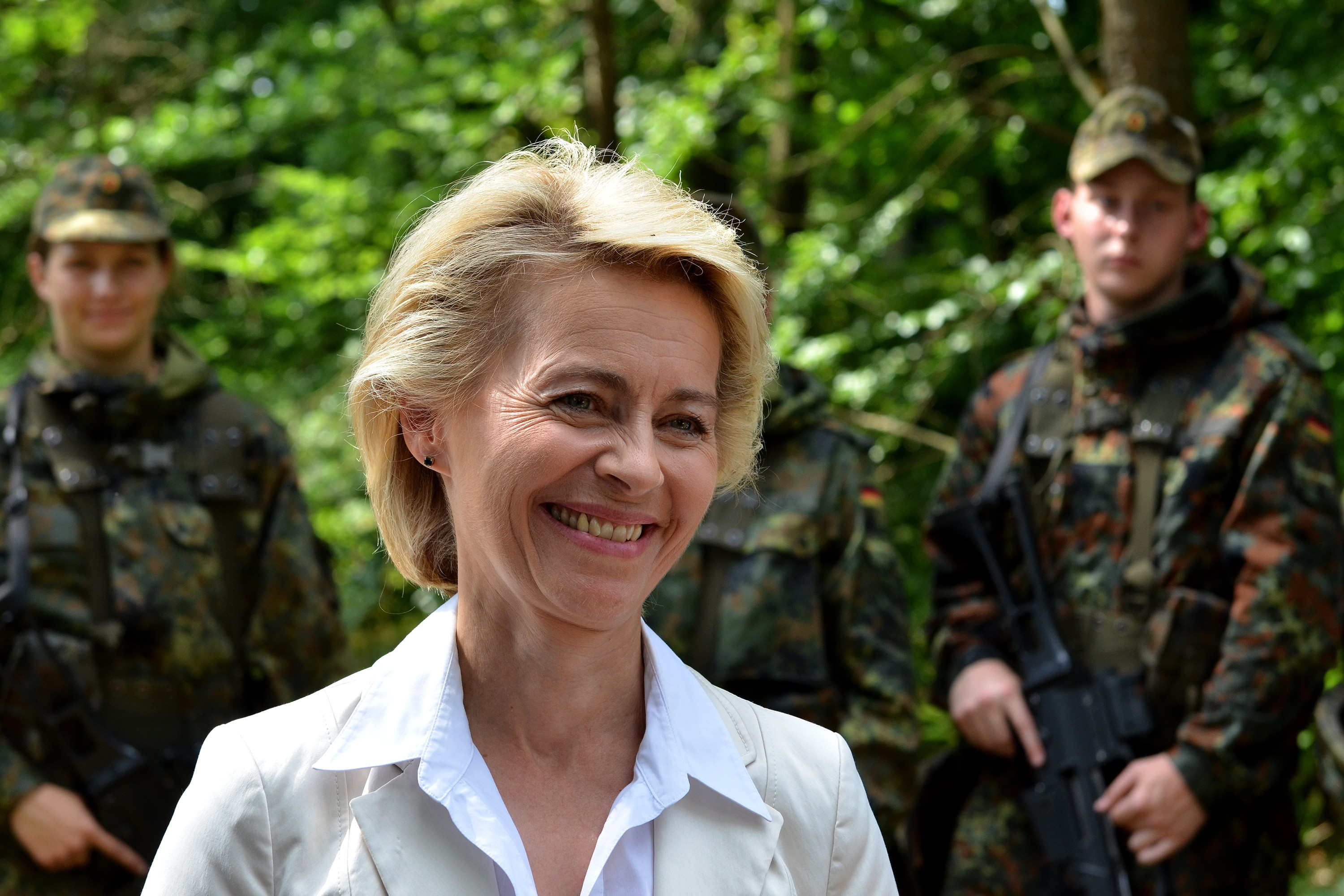
馮德萊恩與德國士兵一起參觀奧古斯多夫隆美爾元帥軍營（2014年）

2013年12月17日，總理默克爾宣佈乌尔苏拉會出任德國聯邦國防部部長一職，成為德國史上首位女性國防部部長。通過將重要的政黨人物，例如馮德萊恩任命為國防部負責人，默克爾普遍被視為重新振興了醜聞纏身的國防部的士氣和威望 。 自2005年默克爾成為總理以來，她是唯一仍留任的部长。
馮德萊恩主持歐洲人民黨國防部長會議，該會議在歐洲聯盟理事會會議召開之前召集歐洲國防部長。
英國前國防大臣房應麟在2019年指出，她一直是北約社區中的“明星”和“已有五年以上北約部長們的元老” 。她因其領導風格而受到國內批評，對外部顧問的依賴，以及軍事準備工作方面的持續差距 。

### 歐盟委員會主席，2019

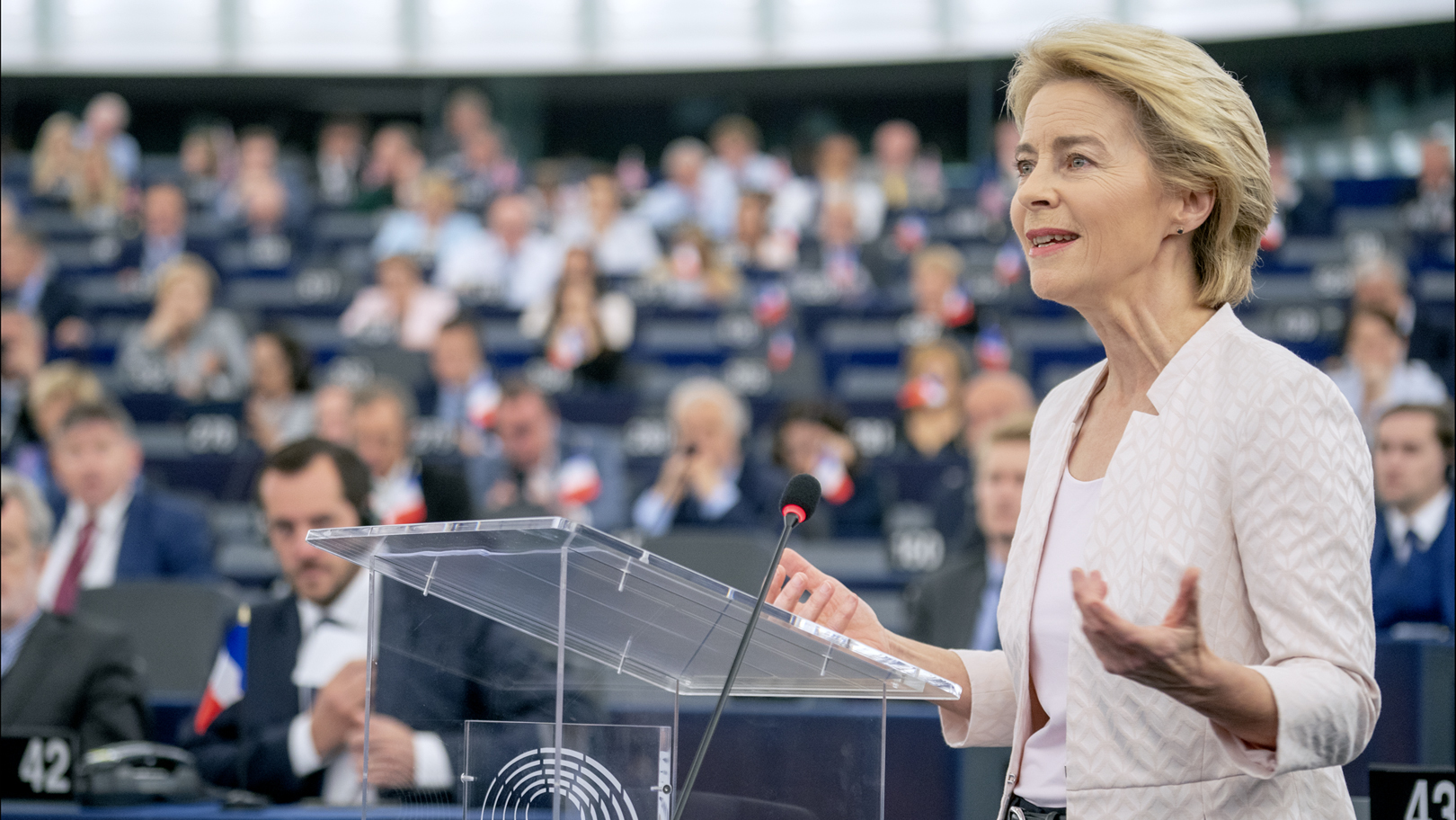
乌尔苏拉·冯德莱恩於2019年7月16日向歐洲議會表達她的遠見。

2019年7月16日，她當選為歐盟委員會主席，歐洲議會以383對327票，推選馮德萊恩為主席。她是史上第一位擔任委員會主席的女性，也是自委員會第一任主席沃尔特·哈尔斯坦以來的首位德裔主席。
在宣布提名的新聞發布會上，歐洲理事會主席唐納·圖斯克指出，馮德萊恩打算在執政期間保留委員會第一副主席弗朗斯·蒂默曼斯。蒂默曼斯此前曾是委員會主席的“領班候選人”之一。
在她被提名為委員會主席候選人之後，委員會為她提供布魯塞爾的薪水、辦公室和工作人員，以便歐盟機構之間就她的選舉進行談判。預計將擴大這些安排，以便在她當選期間順利過渡，直到新的專員公署得到歐洲議會確認並於11月上任為止。

### 2023年

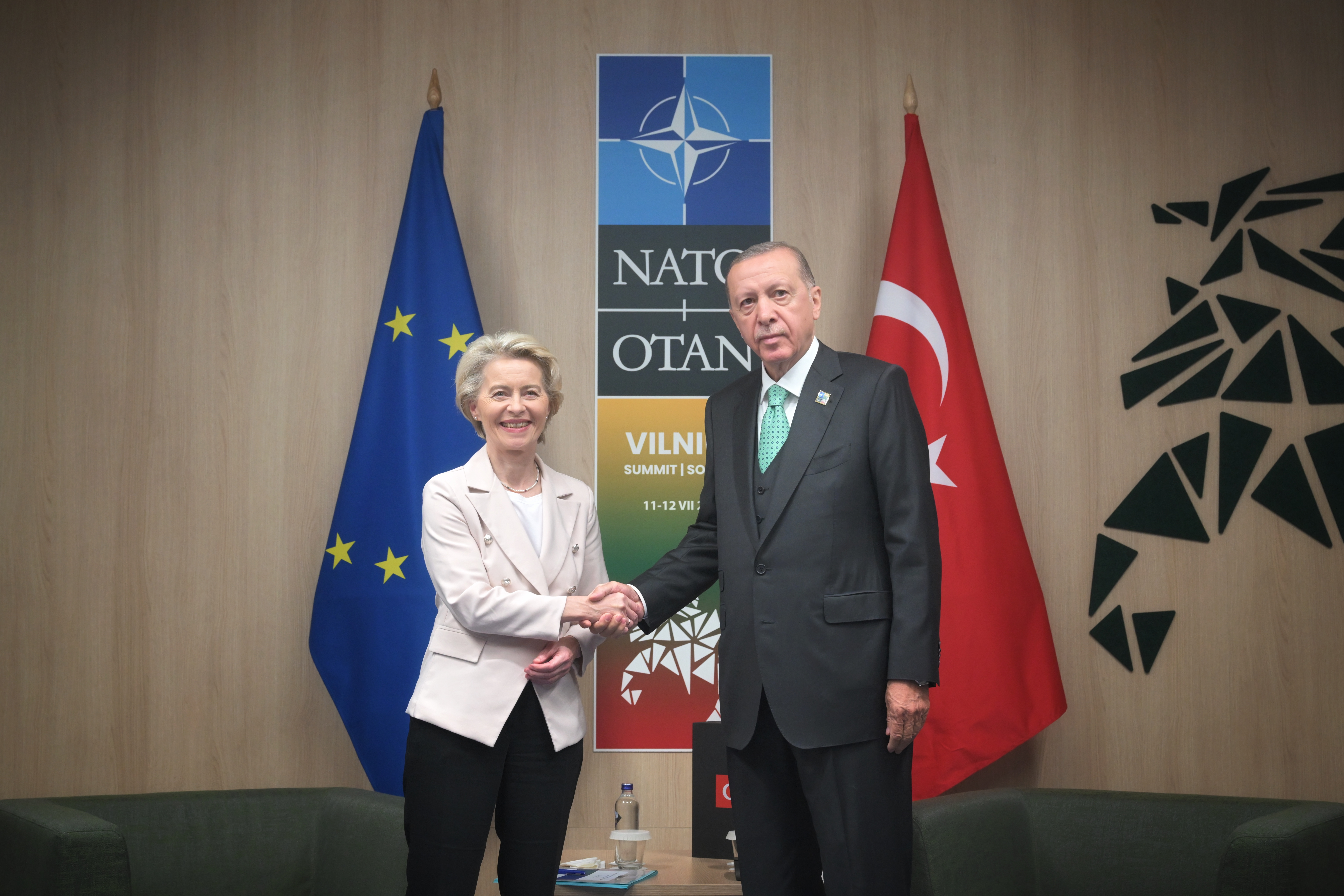
馮德萊恩與土耳其總統雷傑普·塔伊普·艾爾多安於2023年7月12日在維爾紐斯舉行的2023年北約峰會。

4月，馮德萊恩發表聲明，慶祝以色列獨立75週年。指出“猶太人民終於可以在应许之地建立家園”，並補充說“你們確實讓沙漠綻放了花朵”。
2023年7月，她訪問菲律賓，在會見菲律賓總統小费迪南德·马科斯時讚揚菲律賓人權狀況的改善。
2023年10月，馮德萊恩譴責“阿塞拜疆針對納戈爾諾-卡拉巴赫亞美尼亞人民的軍事行動，並重申需要尊重亞美尼亞的主權和領土完整”。
在2023年10月以色列—哈馬斯戰爭期間，馮德萊恩譴責哈馬斯對以色列的襲擊，稱其為“最卑鄙形式的恐怖主義”，並表示“以色列有權防禦此類令人髮指的襲擊”。她宣布對加沙地带的人道援助將增加兩倍。
2023年12月，她訪問埃及，與埃及總統阿卜杜勒-法塔赫·塞西討論歐盟與埃及之間的“戰略夥伴關係”。
她在2023年的美國《富比士》雜誌公布的全球百大最有權勢女性，連續二年位居第一名。

### 2024年

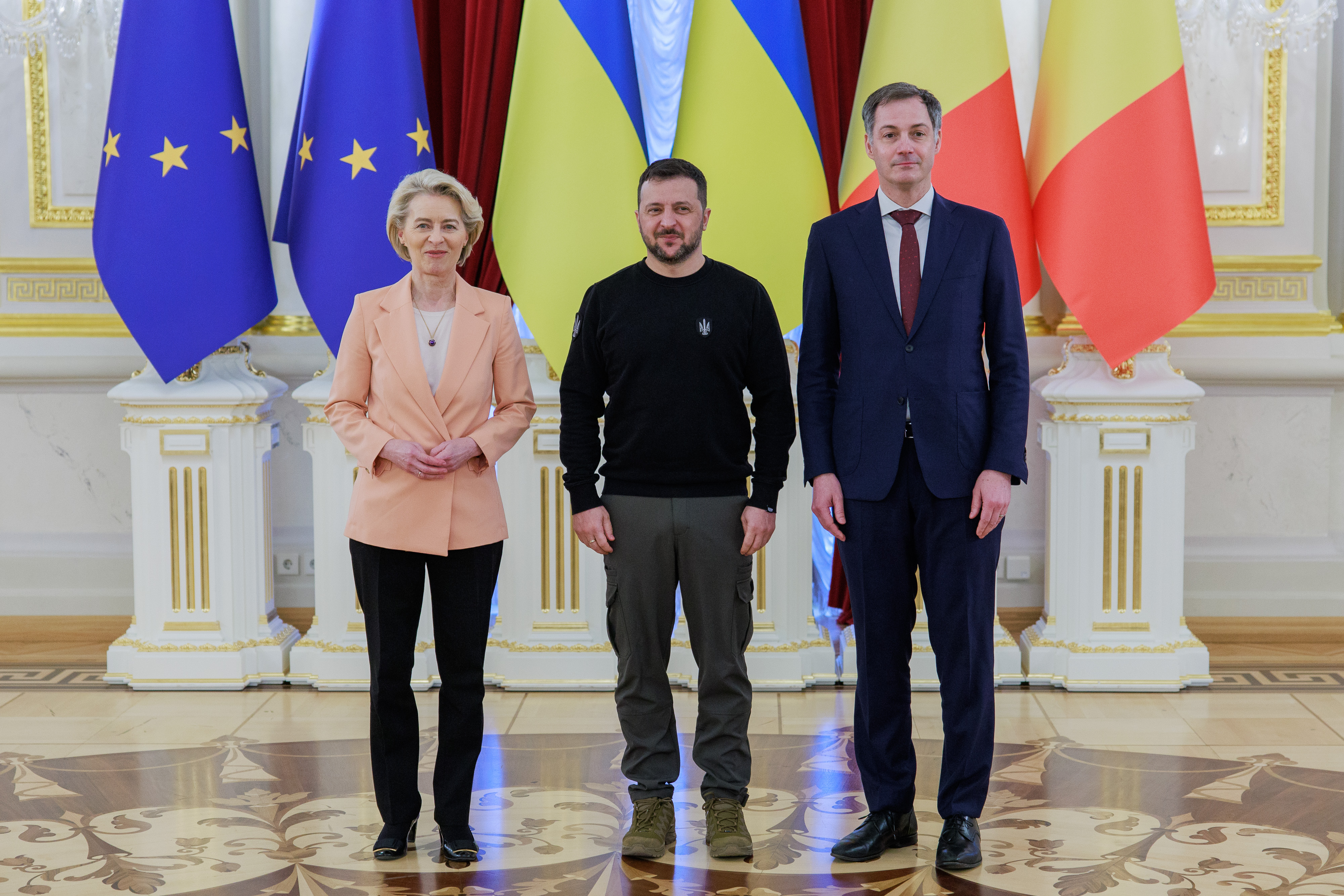
2024年2月24日，馮德萊恩與烏克蘭總統弗拉基米爾·澤倫斯基和比利時首相亞歷山大·德克羅在基輔會面。

#### 連任
2024年3月，馮德萊恩再次被確認為歐洲人民黨歐盟委員會主席候選人，民調認為她連任勢在必得。7月18日，馮德萊恩成功連任歐盟委員會主席。
她在2024年的美國《富比士》雜誌公布的全球百大最有權勢女性，連續三年位居第一名。

## 与中国相关议题立场

### 人权问题
2023年4月，歐盟委員會主席馮德萊恩與法國總統馬克宏訪問中華人民共和國期間，明確提出了中國的人權問題。當時國際社會對中國在壓制少數族群、政治異議者及民間社會活動人士的行為批評日益加劇。  兩位領導人對新疆的人權狀況深表擔憂。據估計，中國將約一百萬維吾爾族及其他突厥裔穆斯林關押在再教育營中，涉及強迫勞動、嚴密監控和身體虐待等嚴重指控。 此外，他們也呼籲中國尊重香港的高度自治與民主自由，重申對「一國兩制」原則的承諾。

### 对华贸易
歐盟委員會主席馮德萊恩在2023年初首次提出歐盟對華“去風險”，此後這一思路成為歐盟應對中國挑戰的主軸。2023年9月馮德萊恩宣布對中國電動車發起反補貼調查。她也多次強調，儘管歐盟與中國在經濟和政治方面密切聯繫，但在處理與中國的互動時「必須堅持原則」。

### 台灣
馮德萊恩2024年7月18日在競選連任的演講中表示，將會尋求「嚇阻中國」入侵台灣。她表示，將與日本、韓國、紐西蘭和澳洲合作，透過集體努力，充分運用政治和外交手段，阻遏中國單方面用武力改變現狀，特別是針對台灣。

## 荣誉

### 国际荣誉
- 查理曼獎（2025年1月15日公布[52]）

### 外国勋章奖章
- 立陶宛大十字功績勳章（英语：Order for Merits to Lithuania）（立陶宛，2017年3月2日公布[53]）

- 一等智者雅罗斯拉夫王公勋章（乌克兰，2022年8月23日公布[54]）

## 著作
- Ursula von der Leyen, C-reaktives Protein als diagnostischer Parameter zur Erfassung eines Amnioninfektionssyndroms bei vorzeitigem Blasensprung und therapeutischem Entspannungsbad in der Geburtsvorbereitung, doctoral dissertation, Hanover Medical School, 1990[55]（汉诺威医学院博士论文，《C-反应蛋白作为诊断参数，用于早期膀胱喷雾和分娩准备治疗性放松浴中氨感染综合征的检测》）
- Ursula von der Leyen, Maria von Welser（英语：Maria von Welser）, Wir müssen unser Land für die Frauen verändern. 贝塔斯曼, Munich, 2007, ISBN 978-3-570-00959-8（乌尔苏拉·冯·德莱恩、玛丽亚·冯·韦尔瑟，《我们必须为女性改变我们的国家》贝塔斯曼，慕尼黑）
- Ursula von der Leyen, Liz Mohn（英语：Liz Mohn）, Familie gewinnt. 贝塔斯曼基金会, 2007, ISBN 978-3-89204-927-2（乌尔苏拉·冯·德莱恩、利兹·莫恩，《家族获胜》贝塔斯曼基金会）

## 備注
1. ↑  德語：